# Kyösti Pietiläinen (Karl Peters)
Kyösti Pietiläinen (30 de agosto de 1945 Kymi - 25 de junho de 2017 Adis Abeba, Etiópia) foi provavelmente o finlandês que serviu por mais tempo na Legião Estrangeira Francesa. Na Legião, seu nome era Karl Peters.

## Carreira
Kyösti Pietiläinen trabalhou, entre outras coisas, como marinheiro até os 26 anos, circunavegando o globo cinco vezes, até se alistar na Legião Estrangeira Francesa em 1972. Antes de ingressar na legião, suas outras ocupações eram trabalhador geral, porteiro e lenhador. Pietiläinen serviu na Legião Estrangeira como treinador, policial militar, comandante de grupo de combate, paraquedista, comandante de bordel e comandante de grupo de ataque. Durante sua carreira de legionário, lutou em Kolwezi, no Zaire, Chade, Djibuti, Congo Belga e Ruanda, entre outros. Além disso, Pietiläinen esteve envolvido em operações de manutenção da paz na ex-Iugoslávia. A patente militar de Pietäläinen no momento da dispensa era Caporal-Chef, que é uma patente exclusiva da França (corresponde à patente militar entre cabo e sargento e geralmente é concedida somente após um longo serviço).
Pietiläinen se aposentou da Legião no ano 2000, depois de servir por mais de 28 anos. Ele viveu por muito tempo na Etiópia, em Adis Abeba e foi casado com a etíope Elsa. Ele escreveu memórias sobre sua carreira como legionário. As memórias fornecem uma imagem rara, precisa e sem adornos dos métodos operacionais da Legião Estrangeira, vistos do ponto de vista de um soldado raso, já que os métodos de combate também são descritos em detalhes. Por outro lado, os livros também foram reivindicados como parcial ou totalmente fictícios, e, por exemplo, a participação de Pietiläinen na operação francesa em Ruanda foi questionada.

## Procedimentos
Junto com seu sobrinho Petri Pietiläinen, Kyösti Pietiläinen escreveu as seguintes obras descrevendo suas fases de vida e especialmente seu tempo na Legião Estrangeira:
- Pietiläinen, Kyösti & Pietiläinen, Petri (2005). 120 päivää legioonalaiseksi : Miten Pietiläisestä tehtiin Peters (em finlandês). [S.l.]: Helsinki : Tammi. ISBN 951-31-3382-6. OCLC 76859987
- Pietiläinen, Kyösti & Pietiläinen, Petri (2006). Kotkanpoika ja albatrossi : Legioonalais-Petersin varhaiset merimiesvuodet (em finlandês). [S.l.]: Helsinki : Tammi. ISBN 951-31-3645-0. OCLC 77271887
- Pietiläinen, Kyösti & Pietiläinen, Petri (2003). Legioonalainen Peters : Suomalaisen palkkasoturin muistelmat (em finlandês). [S.l.]: Helsinki : Tammi. ISBN 951-31-2833-4. OCLC 58376170

Juntamente com Juhan-Ville Kaarnakari, Kyösti Pietiläinen escreveu as seguintes obras:
- Pietiläinen, Kyösti & Kaarnakari, Juhan-Ville (2008). Legioonan isku Kolweziin (em finlandês). [S.l.]: Helsinki : Tammi. ISBN 9789513141103. OCLC 1193205263
- Pietiläinen, Kyösti & Kaarnakari, Juhan-Ville (2009). Sotapoliisi Peters No: 005 (em finlandês). [S.l.]: Helsinki : Tammi. ISBN 9789513149833. OCLC 938800611
- Pietiläinen, Kyösti & Kaarnakari, Juhan-Ville (2010). Verinen keidas (em finlandês). [S.l.]: Helsinki : Tammi. ISBN 9789513154240. OCLC 939216215
- Pietiläinen, Kyösti & Kaarnakari, Juhan-Ville (2011). Legioonalainen Peters Ruandassa (em finlandês). [S.l.]: Helsinki : Tammi. ISBN 9789513162955. OCLC 939079846
- Pietiläinen, Kyösti & Kaarnakari, Juhan-Ville (2012). Legioonalainen Peters Aavikon kettu (em finlandês). [S.l.]: Helsinki : Tammi. ISBN 9789513168834
- Pietiläinen, Kyösti & Kaarnakari, Juhan-Ville (2013). Legioonalainen Peters Tarkka-ampujan tähtäimessä (em finlandês). [S.l.]: Helsinki : Tammi. ISBN 9789513173449
- Pietiläinen, Kyösti & Kaarnakari, Juhan-Ville (2014). Legioonalainen Peters Norsunluurannikolla (em finlandês). [S.l.]: Helsinki : Tammi. ISBN 9789513177911. OCLC 941210461

Juntamente com Seppo Porval, Kyösti Pietiläinen escreveu as seguintes obras:
- Pietiläinen, Kyösti & Porvali, Seppo (2016). Legioonalainen Peters Aavikkosota (em finlandês). [S.l.]: Revontuli. ISBN 9789526665719. OCLC 1129452793